# Ašuradeh
Ašuradeh (persky آشوراده‎) také nazývaný Ašur-Ada (rusky Ашур-Ада) je jediný ostrov v Kaspickém moři, který náleží k Íránu. Nachází se východně od konce Mijankalského poloostrova v okrese Behšahr v provincii Golestán ve vzdálenosti 3 km od Bandar Torkaman a 23 km od Gorgánu. Má rozlohu 8 km².

## Přístup
Ostrov je přístupný z Bandar Torkamanu.

## Využití
Více než 40 % íránského kaviáru se vyrábí v blízkosti ostrova.

## Historie
Dříve byl obydlen 300 rodinami, ale vesnice byla opuštěna. V roce 1837 byl ostrov okupován Ruským impériem navzdory protestům Persie. Po okupaci udržovala ruská imperiální armáda na ostrově vojenskou posádku po několik desetiletí.